# 김웅비
김웅비(1997년 12월 1일 ~ )는 대한민국의 남자 배구 선수이며, 안산 OK금융그룹 읏맨의 선수이다. 2019-2020 신인 드래프트에서 전체 3순위로 안산 OK저축은행 러시앤캐시에 입단하였다.

## 약력
인하대학교 재학 시절 팀의 주전레프트로 활약하였다. 얼리드래프티를 신청하여, 전체 3순위로 안산 OK저축은행 러시앤캐시에 지명되었다.

## 안산 OK금융그룹 읏맨시절
2019-2020년 신인드래프트에서 1라운드 3순위 전체 3순위로 안산 OK저축은행 러시앤캐시에 지명되었다. 윙스파이커가 부족한 팀 상황에 따라 경기에 종종 투입될 것으로 보인다.
주로 원포인트 서버로 출장하고 있으며, 주전 선수들이 흔들릴때마다 종종 들어가서 리시브도 하고 공격도 한다.

## 출신 학교
- 인하대학교 사범대학 부속고등학교(전학) -> 제천중학교(졸업)
- 제천산업고등학교
- 인하대학교 17학번